# Werner von Strucker
Werner von Strucker, è un personaggio dei fumetti, creato da Bob Harras (testi e disegni), pubblicato dalla Marvel Comics. La sua prima apparizione avviene in Nick Fury, Agent of S.H.I.E.L.D. (vol. 3) n. 1 (settembre 1989).

## Biografia del personaggio

### Origini
Nato in Germania dal Barone Wolfgang von Strucker e dalla sua innominata prima moglie, Werner, pur essendo il primogenito dell'ex-gerarca nazista, che in seguito ha avuto i gemelli Andreas e Andrea von Strucker dalla sua seconda moglie, non ha mai soddisfatto le aspettative o gli standard paterni e, pur facendo di tutto per impressionare il genitore, questi lo ha sempre considerato solo una delusione.

### HYDRA
In seguito alla presunta morte del padre, per onorarne la memoria, Werner diviene il leader dell'HYDRA e assale una base della N.A.T.O. progettando di servirsene per lanciare un missile Kree su Washington venendo però ostacolato e costretto alla fuga dallo S.H.I.E.L.D.. Nel momento in cui il Barone Strucker ritorna in vita, Werner viene rimosso con sufficienza dal suo ruolo di comando.
Per riscattarsi, l'uomo si reca a Las Vegas per partecipare a una riunione assieme al Maggia, alle Hammer Industries, a Mister Tolliver, alla Mano, alla Yakuza, a Slug, a Silvermane e all'Impero Segreto per spartirsi il territorio del decaduto Kingpin. Grazie a Microchip e Mickey Fondozzi (infiltrati alla riunione per conto di Punisher) la tensione tra i membri delle varie attività criminali cresce fino a far sì che l'Impero Segreto ordini un attacco alla sede della riunione facendola saltare e uccidendo alcuni partecipanti.

### Morte
Riuscito a fuggire, Werner prende successivamente parte a un secondo incontro che, però, termina in maniera altrettanto violenta portandolo a scappare di nuovo venendo prima aspramente criticato dai suoi fratellastri e infine ucciso dal padre, disgustato e esasperato dalla sua inadeguatezza.

## Altri media
- Werner von Strucker, interpretato da Scott Heindl, compare nel film TV del 1998 Nick Fury (Nick Fury: Agent of S.H.I.E.L.D.). In tale versione, tuttavia, è il fratello minore Andrea von Strucker/La Vipera, verso cui nutre una sorta di morbosa attrazione che lo porta a venire manipolato con grande facilità da quest'ultima, fino a svolgere una missione durante la quale viene ucciso dalla Contessa de la Fontaine.
- Werner von Strucker, interpretato da Spencer Treat Clark, appare nella terza stagione della serie televisiva Agents of S.H.I.E.L.D.[15]; inizialmente accreditato come "Alexander"[16], il giovane figlio del Barone Wolfgang von Strucker viene reclutato da Ward per aiutarlo a far risorgere l'HYDRA.